# Charles Scott (Politiker, 1739)

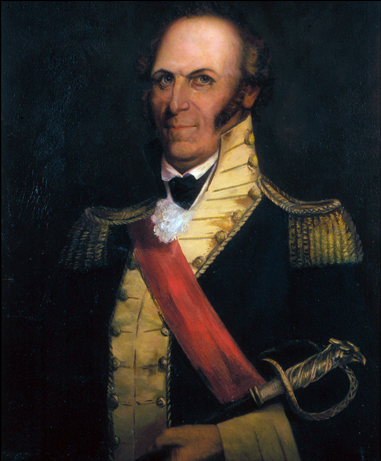
Charles Scott

Charles Scott (* 1739 im Goochland County, Colony of Virginia; † 22. Oktober 1813 im Clark County, Kentucky) war ein britisch-amerikanischer Politiker und Gouverneur des Bundesstaates Kentucky.

## Frühe Jahre
Der junge Scott erhielt eine eher schlechte Schulausbildung. Schon 1755 schlug er eine militärische Laufbahn ein. Damals kämpfte er unter dem britischen General Edward Braddock gegen die Franzosen und deren indianische Verbündete. Beim Ausbruch des Unabhängigkeitskrieges war er Kommandeur der ersten südlich des James River aufgestellten amerikanischen Kompanie. Bald stieg er zum Brigadegeneral auf. Er kämpfte bei Trenton und Germantown und war einer der letzten, die das Schlachtfeld von Monmouth, New Jersey, verließen. Dann geriet er in South Carolina für zwei Jahre in britische Kriegsgefangenschaft.
1785 ließ er sich im Woodford County im heutigen Kentucky nieder. 1788 wurde er Mitglied eines Militärausschusses, der Maßnahmen gegen die ständigen Indianerüberfälle ergreifen sollte. In diesem Ausschuss war unter anderem auch der spätere Gouverneur von Kentucky, Isaac Shelby. Bis 1794 kam es zu kriegerischen Auseinandersetzungen mit unterschiedlichem Verlauf. Schließlich endete der Krieg 1794 mit einem gemeinsamen Sieg unter General Anthony Wayne.

## Gouverneur von Kentucky
Bereits seit 1789 war Scott politisch aktiv, als er in das Abgeordnetenhaus von Virginia gewählt wurde. Dort blieb er bis 1790. 1808 kandidierte er für das Amt des Gouverneurs von Kentucky. Mit 61,3 % der abgegebenen Stimmen setzte er sich gegen zwei Konkurrenten durch. Seine Amtszeit war geprägt von aufkommenden wirtschaftlichen Problemen und dem drohenden Krieg mit Großbritannien, der dann 1812 tatsächlich ausbrach. Die Miliz des Staates wurde in jenen Jahren um 1400 Soldaten vergrößert und Generalmajor William Henry Harrison unterstellt. Durch einen Sturz im ersten Jahr seiner Amtszeit war Gouverneur Scott für den Rest seines Lebens auf Krücken angewiesen. Auch politisch bediente er sich mehr und mehr der Hilfe seines Staatssekretärs Jesse Bledsoe, der später Senator in Washington werden sollte.

## Lebensabend und Tod
Nach dem Ende seiner Amtszeit zog er sich ins Privatleben zurück. Scott galt als ein Mann mit festen Grundsätzen. Er stand treu zu bestehenden Freundschaften und war seinen Feinden gegenüber unnachgiebig und stur. Teilweise wird er auch als exzentrisch und unhöflich beschrieben. Scott war zweimal verheiratet und hatte insgesamt sieben Kinder. Er starb im Oktober 1813.
Nach ihm sind Scott County in Kentucky und Scott County in Indiana benannt.